# Mek Habsah
Mek Habsah, nombre de nacimiento Habshah Bakar (Malasia, 1956- Kuala Lumpur, 11 de septiembre de 2023), fue una actriz y cantante malaya.

## Biografía
Proveniente de una familia musulmana. Conocida por protagonizar películas y series dramáticas, como Litar kasih en 1996 y Rimba malam en 1993.
Contrajo matrimonio con Rahamis Hamid, fue madre de dos hijos: Rosmawaty y Rosmarina.
Habsah falleció el 11 de septiembre de 2023 a los 67 años, en el Instituto de Medicina Respiratoria de Kuala Lumpur.

## Filmografía
- 1996, Litar kasih
- 1993, Rimba malam
- Salam Pantai Timur. serie